# 三成中央站
三成中央站（：／ Samseong-jungang yeok */?）是首爾地鐵9號線沿線的一座地下車站，位於韓國首爾特別市江南區三成洞。

## 車站構造
站體為2面4線側式月台的地下車站，內線是急行列車通過線，外線則供一般列車停靠。候車月台設有月台幕門，並有7處出口。

### 月台配置
| 宣靖陵 ↑ |
| \| 上    |
| ↓ 奉恩寺 |

| 月台 | 路線           | 目的地                                           |
| ---- | -------------- | ------------------------------------------------ |
| 上行 | ●首爾地鐵9號線 | 宣靖陵、鷺梁津、開花方向                         |
| 下行 | ●首爾地鐵9號線 | 綜合運動場、石村、奧林匹克公園、中央報勳醫院方向 |

## 歷史
- 2015年3月28日：落成啟用。

## 車站周邊
- 奉恩公園
- 鶴峯公園
- 31冰淇淋三星Platinum店
- 京畿高校
- 首爾精愛學校
- PLEDIS娛樂
- Hi STAR娛樂
- 清潭站

## 圖片

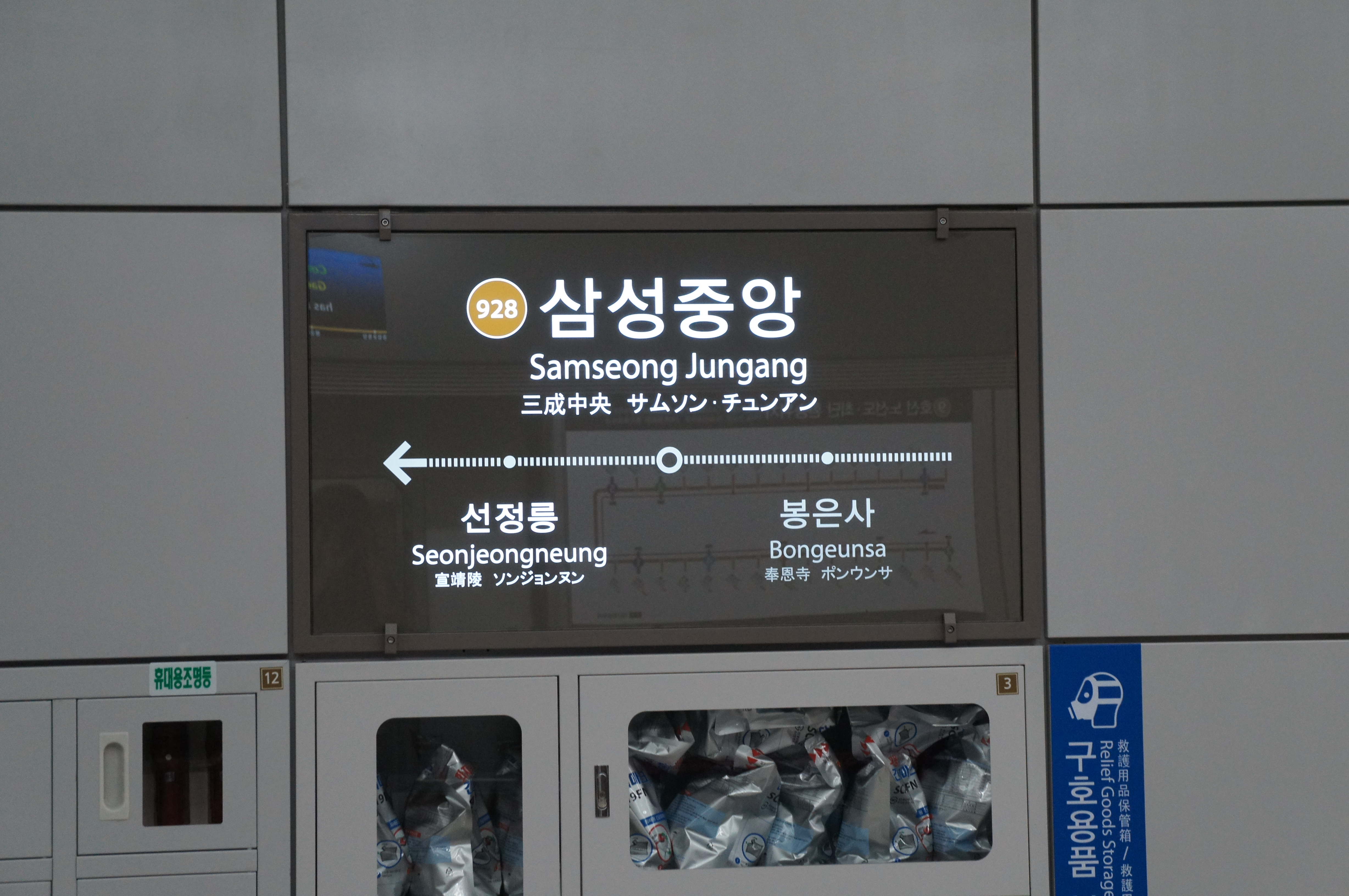
站名牌
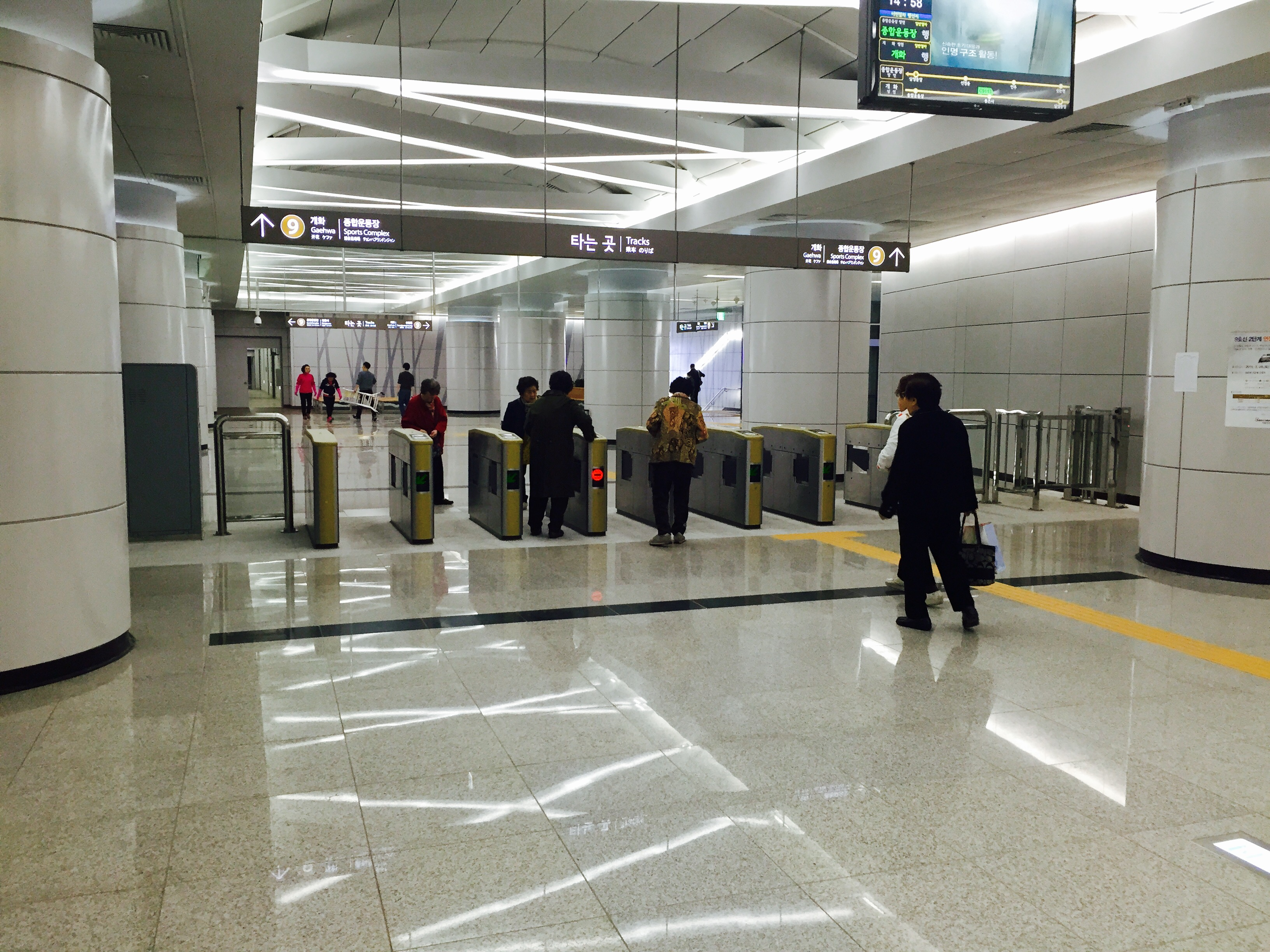
剪票閘口
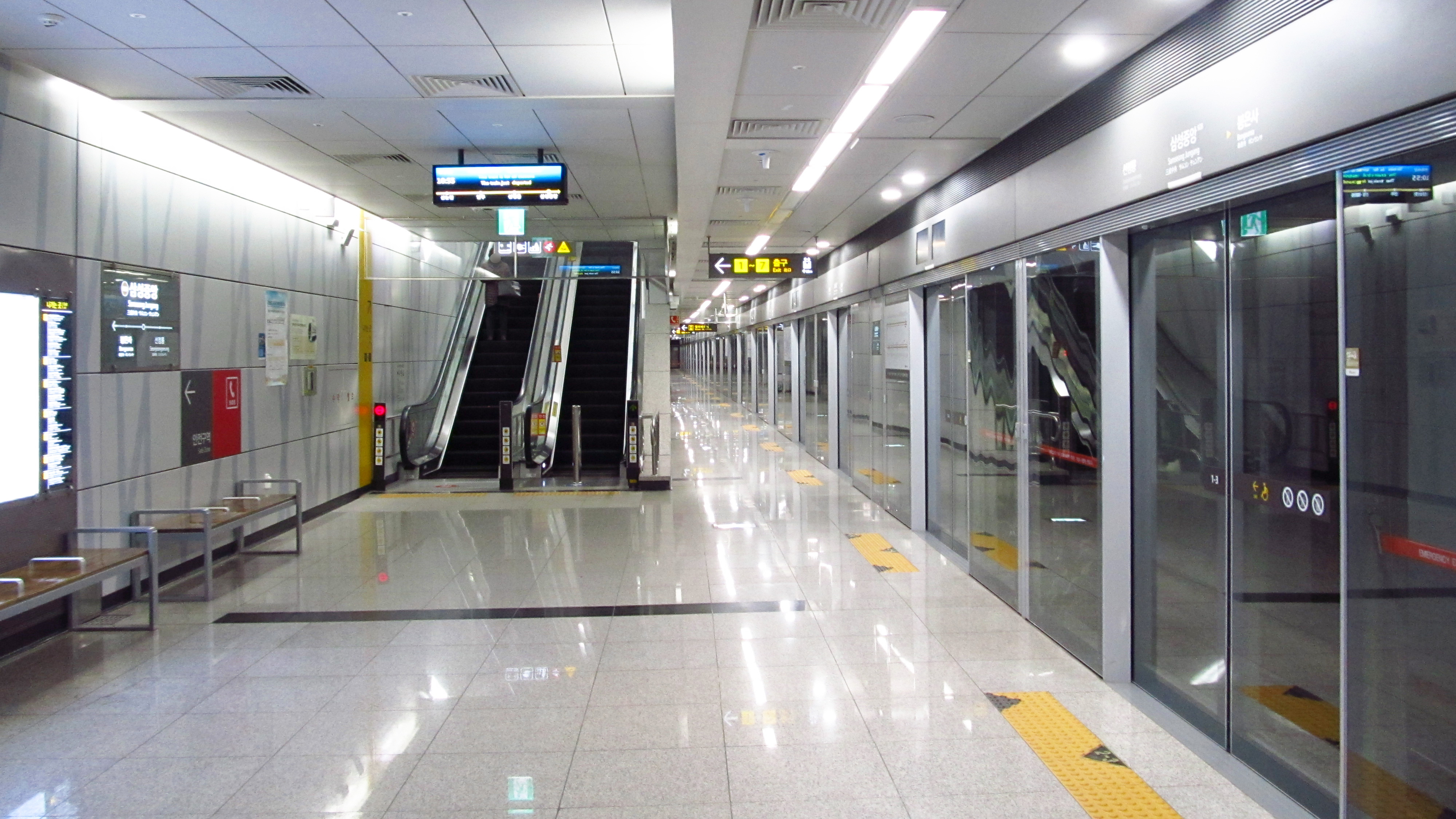
候車月台
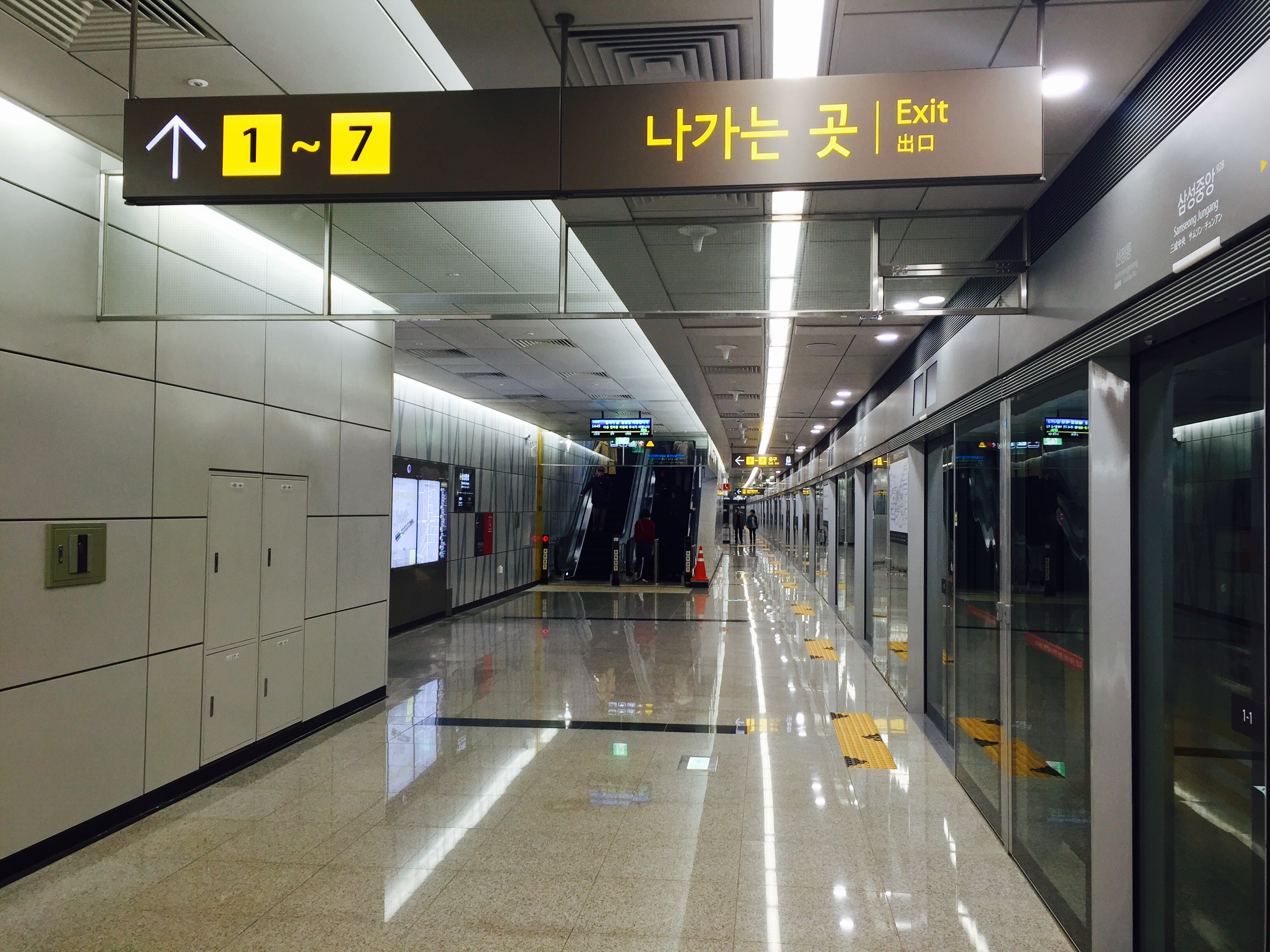
候車月台
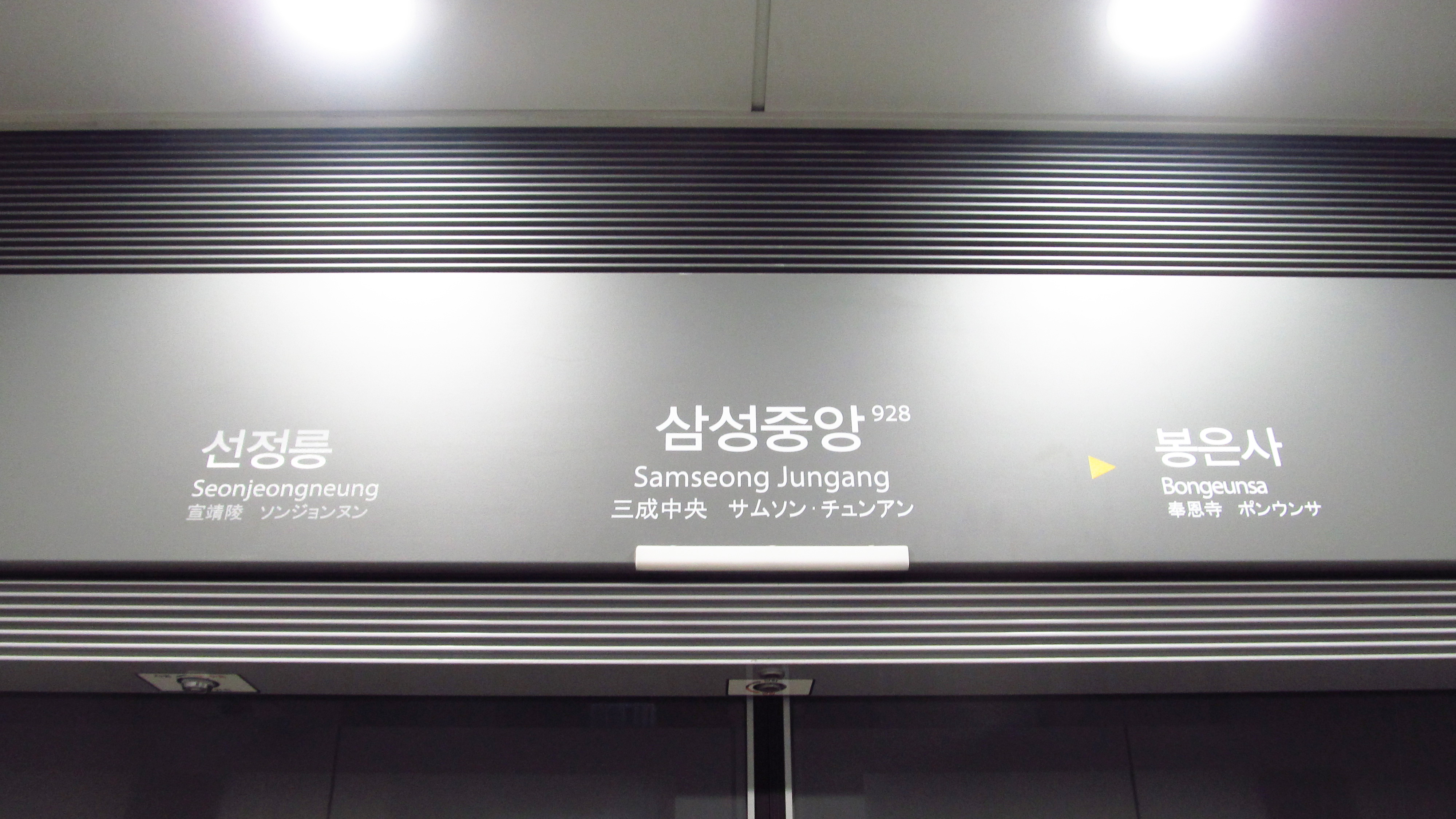
月台門資訊板
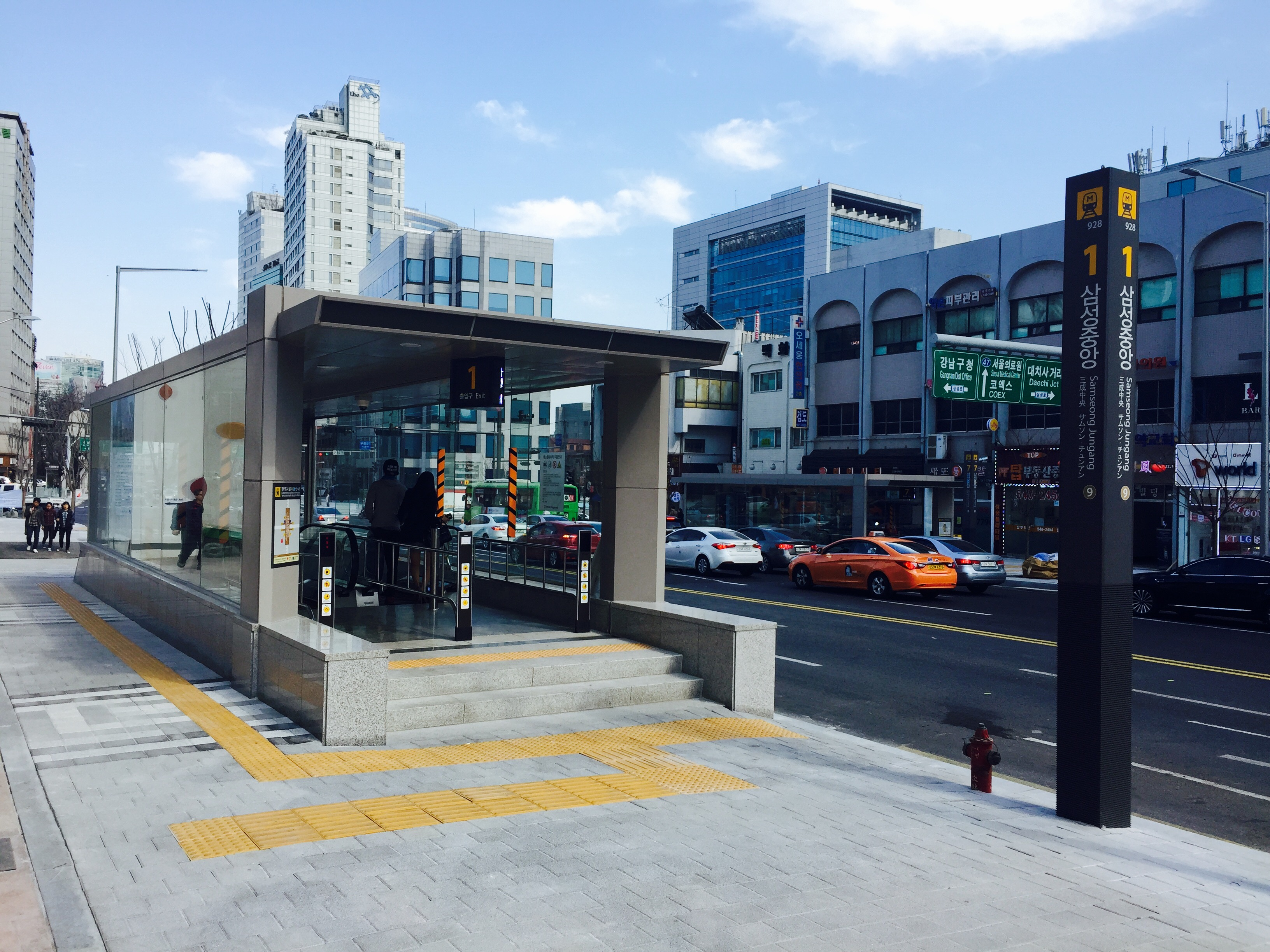
1號出口
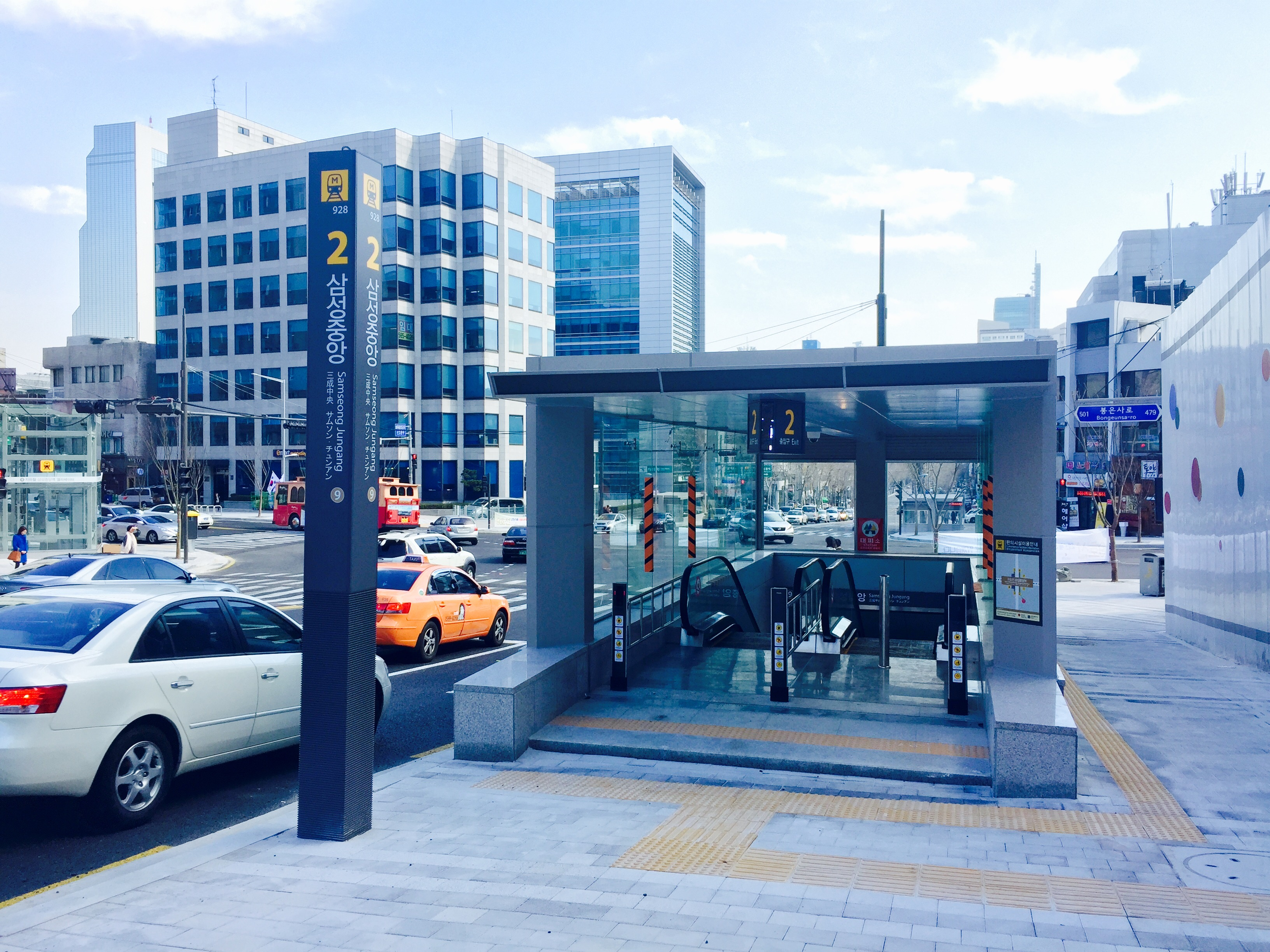
2號出口
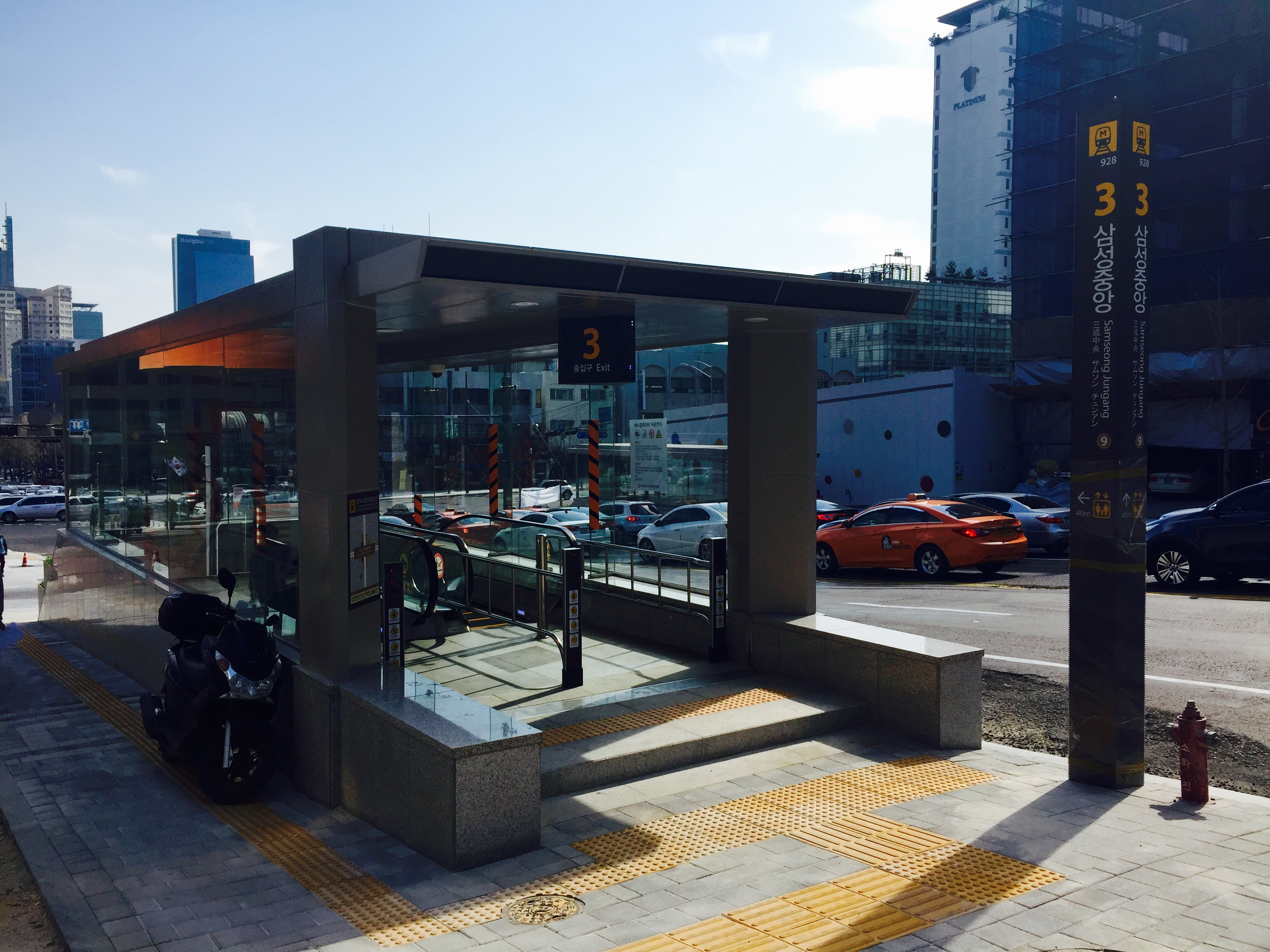
3號出口
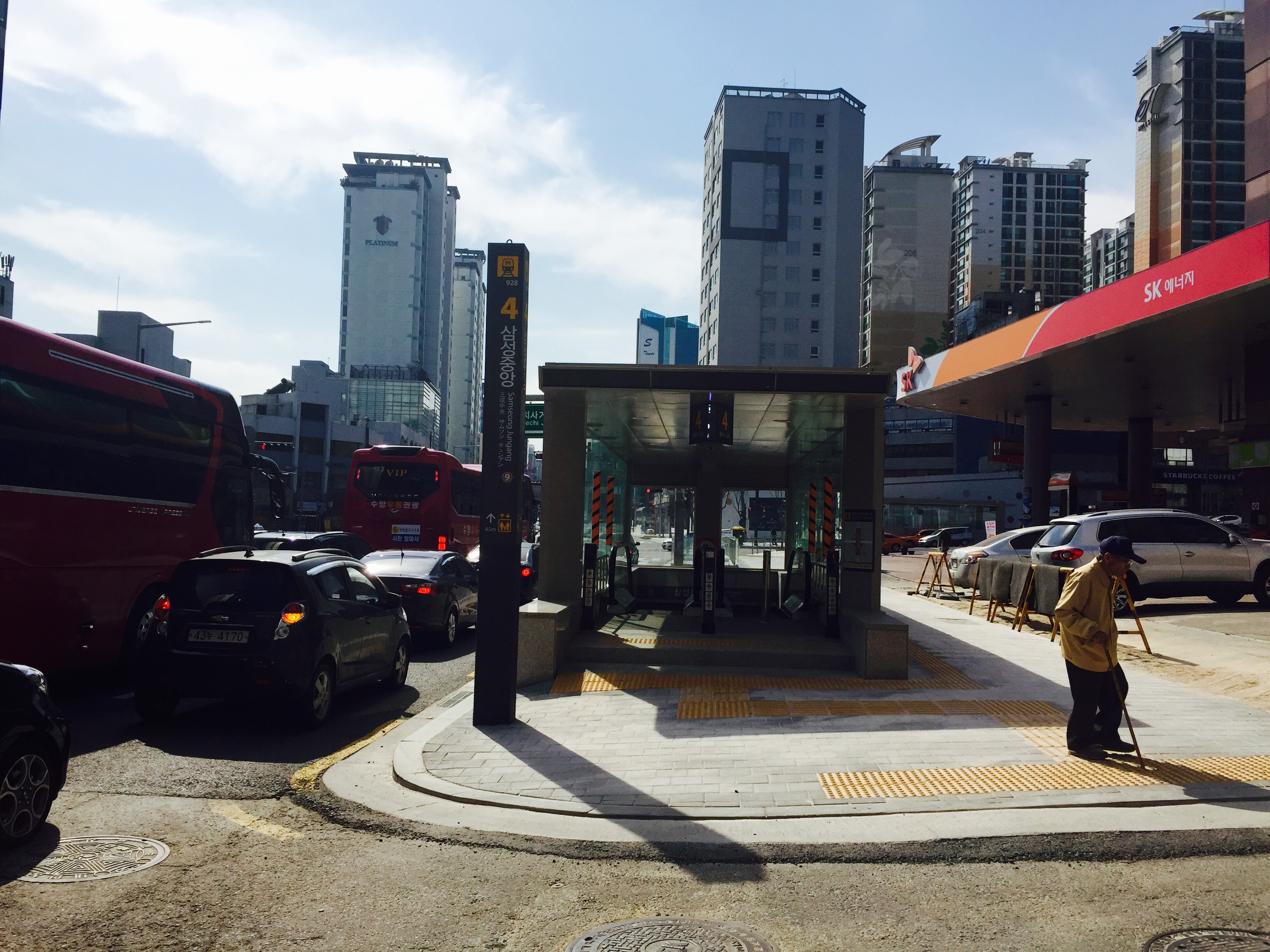
4號出口
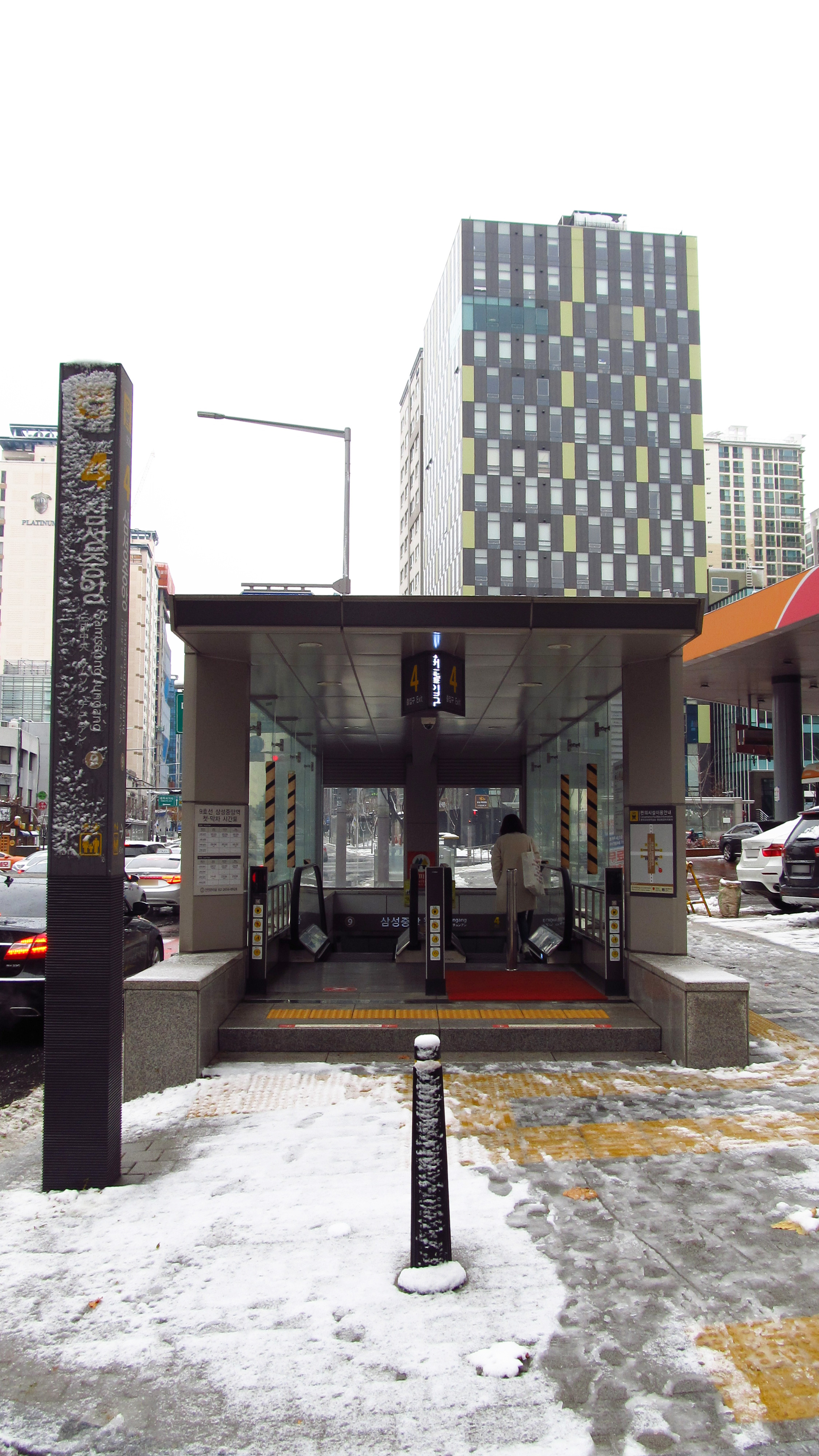
4號出口（冬天積雪）
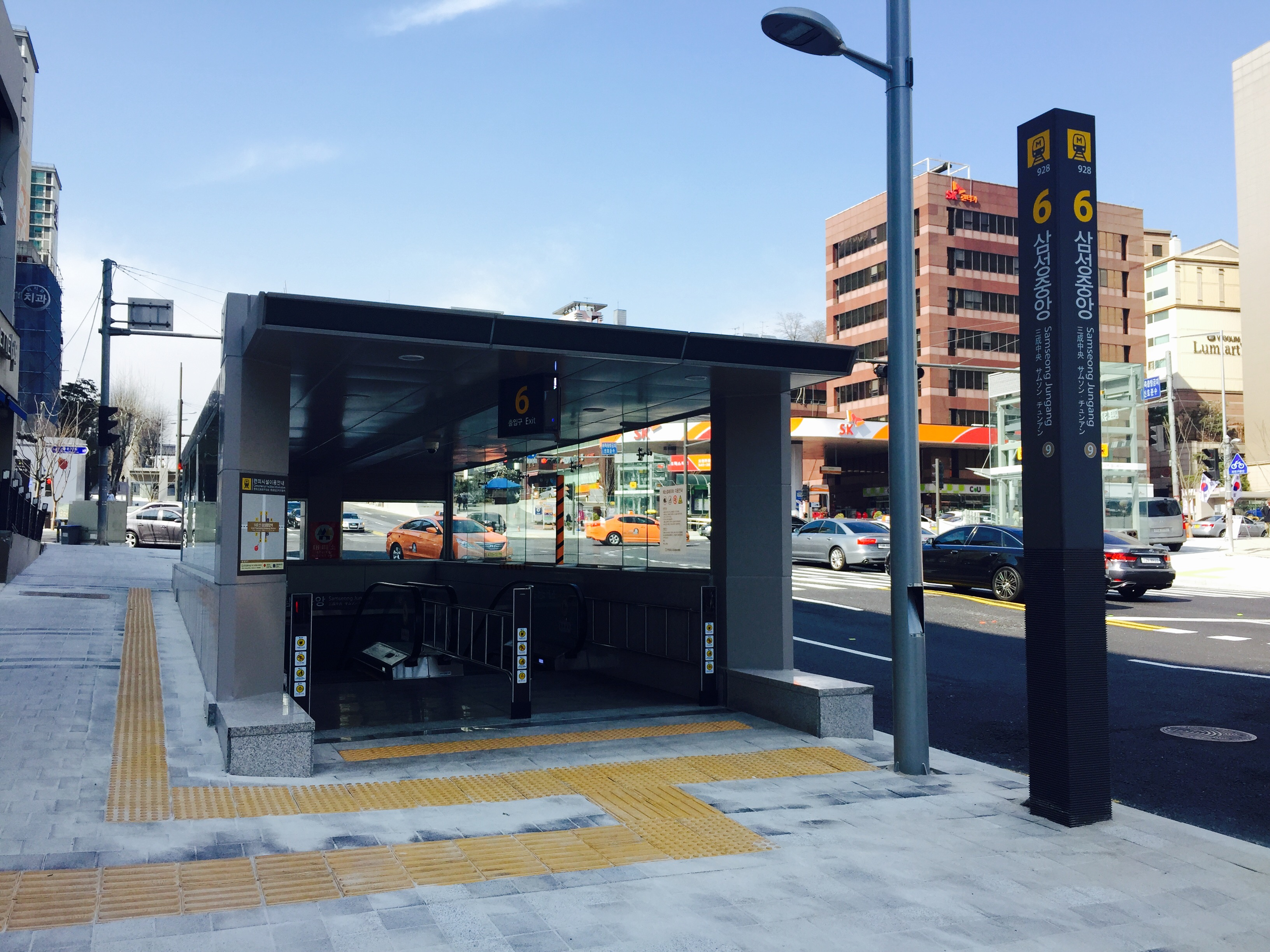
6號出口
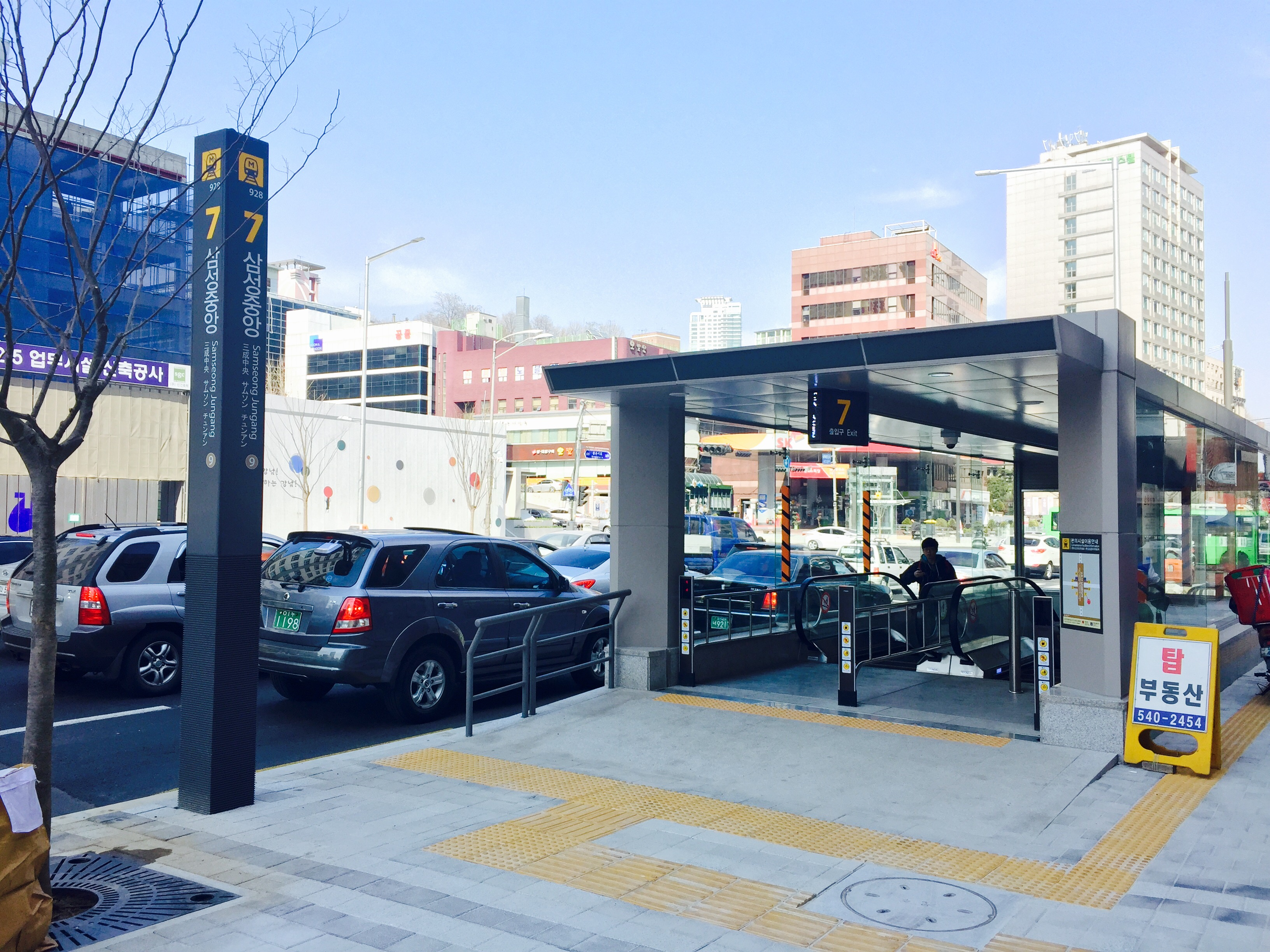
7號出口

## 相鄰車站
首爾交通公社
●首爾地鐵9號線
一般
宣靖陵（927）－三成中央（928）－奉恩寺（929）